# 東鄉重位
東郷重位（1561年（永祿4年）—1643年8月11日（寬永20年6月27日）），別名重治。是薩摩藩的武士，亦是劍術流派示現流的流祖。瀬戸口重為的三男，瀬戸口重恆之父，通稱藤兵衛。北薩摩的土豪東郷家的疎族，舊姓為瀬戸口，在史料中以瀬戸口藤兵衛這個名字出現。島津義弘的弓伴。
- 薩摩示現流